# Mount Ajax
Mount Ajax är ett berg i Antarktis. Det ligger i Östantarktis. Nya Zeeland gör anspråk på området. Toppen på Mount Ajax är 3 770 meter över havet, eller 1 054 meter över den omgivande terrängen. Bredden vid basen är 14,9 km. Mount Ajax ingår i Admiralty Mountains.
Terrängen runt Mount Ajax är bergig åt sydost, men åt nordväst är den kuperad. Trakten är obefolkad. Det finns inga samhällen i närheten. 